# Seemühle (Ohrenbach)
Seemühle ist ein Gemeindeteil der Gemeinde Ohrenbach im Landkreis Ansbach (Mittelfranken, Bayern). Seemühle liegt in der Gemarkung Habelsee.

## Geografie
Das Einöde, östlichster Gemeindeteil der Gemeinde, liegt wenig unterhalb von Habelsee am Seebach, der ostwärts über Erlbach zur Ens  entwässert. 0,5 km südöstlich des Ortes liegt das Talholz, 0,75 km nordöstlich erhebt sich der Gänsbuck (396 m ü. NHN). Ein Anliegerweg führt zur Kreisstraße AN 30/NEA 31 (0,1 km nordwestlich), die nach Mörlbach (1,3 km nördlich) bzw. nach Habelsee verläuft (0,6 km südlich).

## Geschichte
Direkt an der Seemühle entlang verläuft das Wallgrabensystem der im 15. Jahrhundert angelegten Rothenburger Landhege.
Im 19. Jahrhundert speiste der Seebach einen etwa 26.500 m² großen Mühlenteich südwestlich der Seemühle. Nach der Aufgabe des Mühlbetriebes ist dieser verlandet oder zugeschüttet und begrünt worden. Die später nördlich der Mühle neu angelegten, gesamt etwa 3.800 m² großen Teiche dienen als Kläranlage.
Von 1797 bis 1808 unterstand der Ort dem Justiz- und Kammeramt Uffenheim. Mit dem Gemeindeedikt (frühes 19. Jahrhundert) wurde Seemühle dem Steuerdistrikt Steinach und der Ruralgemeinde Habelsee zugeordnet. Im Zuge der Gebietsreform in Bayern wurde Seemühle am 1. Mai 1978 nach Ohrenbach eingemeindet.

### Baudenkmäler
- Haus Nr. 38: Ehemalige Mühle[6]

### Einwohnerentwicklung
| Jahr      | 001818 | 001840 | 001861 | 001871 | 001885 | 001900 | 001925 | 001950 | 001961 | 001970 | 001987 | 002016 |
| Einwohner | 10     | 5      | 7      | 9      | 8      | *      | *      | *      | *      | *      | 3      | 6      |
| Häuser    | 1      | 2      |        |        | 1      | *      | *      | *      | *      |        | 1      |        |
| Quelle    | [ 8 ]  | [ 9 ]  | [ 10 ] | [ 11 ] | [ 12 ] | [ 13 ] | [ 14 ] | [ 15 ] | [ 16 ] | [ 17 ] | [ 18 ] |        |

## Religion
Der Ort ist seit der Reformation evangelisch-lutherisch geprägt und bis heute nach St. Michael (Habelsee) gepfarrt. Die Einwohner römisch-katholischer Konfession sind nach St. Johannis (Rothenburg ob der Tauber) gepfarrt.